# Hedwig Fleischhacker
Hedwig Fleischhacker, verheiratete Hedwig Uebersberger, (geboren 19. Juni 1906 in Wien, Österreich-Ungarn; gestorben 28. September 1978 in München) war eine deutsche Osteuropahistorikerin.

## Leben und Wirken
Die Tochter eines Wiener Hofrats im Finanzministerium besuchte das Realgymnasium. Anschließend begann sie ein Schauspielstudium am Reinhardt-Seminar und studierte gleichzeitig Geschichte, Kunstgeschichte und Sprachwissenschaft (Russisch) an der Universität Wien. Im Studienjahr 1926/27 war Fleischhacker an Hans Uebersbergers Seminar für Osteuropäische Geschichte als Bibliothekarin tätig. 1930 wurde sie in Wien zum Dr. phil. promoviert. Von 1931 bis 1934 arbeitete sie als wissenschaftliche Hilfskraft. Zum 1. Juni 1933 trat sie in die NSDAP ein (Mitgliedsnummer 1.619.913). Dann folgte sie Uebersberger 1934 nach Breslau und 1935 nach Berlin. Dort schloss sie 1938 als eine von nur zwei Frauen während der Zeit des Nationalsozialismus (neben Wilhelmine Hagen) und als dritte Frau in Deutschland überhaupt ihre Habilitation in Geschichtswissenschaft ab und erhielt eine Assistentinnenstelle. Ab 1939 war sie auch als Universitätsdozentin für osteuropäische und russische Geschichte tätig. 1940 heiratete sie Uebersberger, nachdem dieser sich von seiner ersten Frau getrennt hatte. Ende 1944 floh sie mit ihrem Mann und dem dreijährigen Sohn Alexander zu Verwandten nach Geinberg ins Innviertel. Nach dem Krieg musste sie aufgrund ihrer nationalsozialistischen Vergangenheit ihre Universitätskarriere beenden, siedelte 1952 nach München über und publizierte frei arbeitend weiterhin wissenschaftliche Arbeiten; unter anderem mehrere Werke zu Katharina II. von Russland. 1960 erschien zudem überraschend Fleischhackers vielbeachteter Roman „Die drei Jahrhunderte des Kassian Timofejev“, der die Geschichte Russlands exemplarisch anhand des fiktiven, im Jahr 1660 geborenen und dreihundert Jahre lebenden Timojevs spiegelt.
Fleischhacker war alt-katholischer Konfession.

## Schriften (Auswahl)
- Russland zwischen zwei Dynastien (1598–1613): Eine Unters. über d. Krise in d. obersten Gewalt (= Studien zur osteuropäischen Geschichte. N. F. 1). Rohrer, Baden [Brünn] 1933, DNB 579826007.
- Peter der Große (= Colemans kleine Biographien. Band 66). Colemann, Lübeck 1936, DNB 57982599X.
- Die staats- und völkerrechtlichen Grundlagen der moskauischen Außenpolitik. Priebatsch’s Buchh., Breslau 1938 (Zugleich Habilitationsschrift, Berlin 1938); 2. Aufl. Darmstadt 1959.
- 1730 – Das Nachspiel der petrinischen Reform. In: Jahrbücher für Geschichte Osteuropas. Band 6, Nr. 2/4, 1941, S. 201–274.
- Russische Antworten auf die polnische Frage: 1795–1917. Oldenbourg, München, Berlin 1941, DNB 573363722 (Reprint: De Gruyter Oldenbourg, Berlin 2019, ISBN 978-3-486-77511-2).
- Porträt Peters III. In: Jahrbücher für Geschichte Osteuropas. Band 5, Nr. 1/2, 1957, S. 127–189.
- Die deutschen Kriegsgefangenen in der Sowjetunion: der Faktor Hunger (= Zur Geschichte der deutschen Kriegsgefangenen des Zweiten Weltkrieges. Band 3). Gieseking, Bielefeld [u. a.] 1965.
- Mit Feder und Zepter. Katharina II. als Autorin. DVA, Stuttgart 1978.
- Die drei Jahrhunderte des Kassian Timofejev. Kiepenheuer & Witsch, Köln 1960.